# Ljungaverk
Ljungaverk est une localité suédoise de la vallée de la Ljungan, située dans la commune d'Ånge (comté de Västernorrland). Pendant de nombreuses années, Ljungaverk a été un site majeur de l'industrie chimique suédoise, l'entreprise KemaNobel y possédant en particulier une fabrique de nitrate.

## Histoire

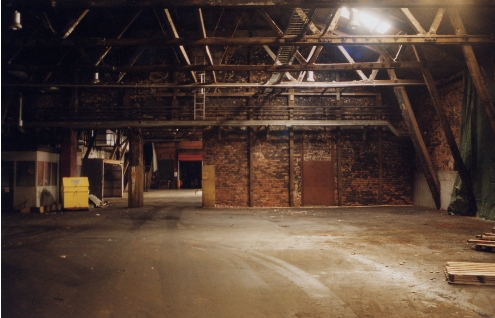
L'intérieur de la fabrique de nitrate de Ljungaverk après sa fermeture.

Ljungaverk voit le jour au début du XXe siècle, lorsque la société
Stockholms Superfosfat y construit une centrale hydroélectrique. L'idée est d'y implanter des usines consommant beaucoup d'énergie, et comme il n'existe pas encore de réseau électrique longue-distance, il faut produire l'électricité sur place.
La centrale est inaugurée le 24 septembre 1912, et la production de carbure peut commencer. Elle est bientôt suivie par la fabrication de cyanamide calcique, acide sulfurique, sulfate d'ammonium et nitrate d'ammonium. D'autres usines s'implantent ensuite sur les lieux.
Pendant la Seconde Guerre mondiale, on fabrique du caoutchouc à Ljungaverk, dans une usine aujourd'hui occupée par l'entreprise Permascand. Le 6 octobre 1944, une explosion accidentelle détruit une partie des installations.
Dans les années 1990, une vague de fermetures d'usines frappe Ljungaverk, la plupart des entreprises mettant la clé sous la porte. Il subsiste toutefois aujourd'hui une petite activité industrielle.